# Growth Investing
Growth Investing (auch wachstumsorientiertes Anlegen) ist eine Anlagestrategie bzw. ein Investment-Stil, bei der Kauf- und Verkaufsentscheidungen für Wertpapiere vorwiegend unter Bezugnahme auf ihr zukünftiges Wachstumspotenzial getroffen werden. Entscheidende Kriterien für die Investitionsentscheidung sind dabei besonders das Gewinn- und Umsatzwachstum sowie das Wachstumspotenzial des Marktes, in dem das Unternehmen tätig ist. In den meisten Fällen sind solche Wachstumsunternehmen noch jung und in einer frühen Phase ihrer Entwicklung. Im Gegensatz zum Wagniskapital bezieht sich Growth Investing allerdings auf bereits an der Börse gelistete Unternehmen. Mit der Auswahl der richtigen Wertpapiere kann so eine Rendite erzielt werden, die den Marktdurchschnitt übertrifft. Die Strategie ist allerdings auch mit einem erhöhten Risiko verbunden.
Als Idealtypus wird das Growth Investing häufig dem Value Investing gegenübergestellt. Bei letzterem wird vorwiegend in die Wertpapiere etablierter Unternehmen investiert, welche über einen stabilen Cashflow verfügen. Die meisten großen Fondsgesellschaften lassen sich in ihrer Strategie allerdings nicht eindeutig einer Richtung zurechnen. Meistens werden mehrere oder kombinierte Strategien angewendet, um eine ausreichende Diversifikation zu erreichen.

## Geschichte
Als Pionier des Growth Investing gilt der US-amerikanische Investor Thomas Rowe Price Jr., der eine systematische Methode entwickelte, in Unternehmen mit starkem Wachstumspotenzial zu investieren, als er in den 1930er Jahren bei einem Vorgängerunternehmen von Legg Mason als Chief Investment Officer arbeitete. In seinem neuen Konzept wurde u. a. in der Vermögensverwaltung feste Kommissionen durch variable Managementgebühren ersetzt. Von seinen Kollegen wurde der neue Ansatz allerdings abgelehnt, weshalb Rowe Price Jr. sich selbständig machte und 1937 mit T. Rowe Price seine eigene Investmentgesellschaft gründete. Dort konnte er die Strategie erfolgreich anwenden. T. Rowe Price war einer der frühen Investoren in Unternehmen in neuen Technologiesektoren wie IBM oder Xerox und gehört im 21. Jahrhundert zu den größten Vermögensverwaltern in den Vereinigten Staaten. Auch Philip Fisher, dessen Buch Common Stocks and Uncommon Profits aus dem Jahr 1958 als wichtige Referenz für die Identifizierung von Wachstumswerten gilt, hat diesen Anlagestil geprägt.
Ein regelrechter Hype um die Anlagestrategie entwickelte sich mit Aufkommen des kommerzialisierten Internets, als noch unprofitable Internetunternehmen enorm hohe Marktbewertungen erzielen konnten. Daraufhin kam es ab 2000 zum Platzen der Dotcom-Blase, die für wachstumsorientierte Anleger mit hohen Verlusten verbunden war. Im Zeitraum nach der weltweiten Weltfinanzkrise von 2007 bis 2020 zahlen sich wachstumsorientierte Strategien aus und konnten eine höhere Rendite als wertorientierte Ansätze erzielen. Gründe dafür waren das relativ langsame Wachstum der Weltwirtschaft, wodurch wachsende Unternehmen stärker herausstachen, das niedrige Zinsniveau und die rasante Expansion der FAANG-Unternehmen. Laut einem Report von JPMorgan Chase waren im längeren Zeitvergleich der letzten hundert Jahren Wachstumsaktien allerdings weniger erfolgreich als Wertaktien.

## Vorgehensweise
Beim Growth Investing wird versucht Unternehmen zu finden, welche hohe Gewinne in der Zukunft aufweisen werden, die vom Markt zum aktuellen Zeitpunkt noch nicht vollständig eingepreist sind. Der Unterschied zwischen dem erwarteten und realisierten Gewinn ist dabei entscheidend. Deshalb müssen entsprechende Nachforschungen bei der Auswahl der Unternehmen angestellt werden. Ein sehr wichtiger Indikator, der beim Growth Investing zur Anwendung kommt, ist das Kurs-Gewinn-Wachstums-Verhältnis. Dieses bringt die Bewertung eines Unternehmens im Verhältnis zum zukünftigen erwarteten Gewinn zum Ausdruck. Wichtige Kriterien für die Auswahl von Wachstumsunternehmen sind Umsatzwachstum (mindestens 20 % in den letzten drei Jahren), Gewinnwachstum, Marktposition, Marktwachstum, Innovationskraft, Unternehmensführung und Konkurrenzsituation des Unternehmens.

## Beispiele
Typische Beispiele für Growth Investments sind:
- Investitionen in Werte aus Schwellenländern
- Investitionen in kleine Unternehmen
- Investitionen in schnell wachsende Unternehmen in den Sektoren Hochtechnologie, Biotechnologie oder Medizintechnik

## Kritik
Von Anhängern des Value-Ansatzes wird Growth Investing häuft als riskant und spekulativ bezeichnet, da sich die zukünftige Gewinnentwicklung nicht zuverlässig prognostizieren lässt und von zu vielen einzelnen Variablen und Ereignissen abhängt. Spekulation auf zukünftige Gewinne kann zudem die Bildung von Blasen verstärken, wie bei der Dotcom-Blase.
In den meisten Fällen haben schnell wachsenden Unternehmen in Zukunftsindustrien bereits hohe Bewertungen. Empirische Analysen über mehrere Jahrzehnte stellen keine erhöhten Renditen von Growth Investing gegenüber Value Investing fest.